# Gaëtan Englebert
Gaëtan Englebert (11 de juny de 1976) és un exfutbolista belga.

## Selecció de Bèlgica
Va formar part de l'equip belga a la Copa del Món de 2002.